# Сьомий континент
«Сьомий континент» — австрійська драматична стрічка, яка стала дебютню для режисера Міхаеля Ганеке. Прем'єра фільму відбулась на Мюнхенському кінофестивалі.
Фільм заснований на реальних подіях самогубства родини. Родичі загиблих не могли повірити в суїцид та настояли на розслідування причин смерті. Справа так і залишилась невирішеною.

## Сюжет
Фільм складається з трьох частин: 1987, 1988, 1989. Перші дві розкривають монотонність та розміреність благополучної австрійської родини. Батько Георг —інженер, мати Анна — окуліст і їхня донька-школярка Ева. Іноді у них гостює Александр, схильний до частих депресій. Анна повідомляє батьків чоловіка про його успіхи на роботі. Ева від нудьги прикидається сліпою, чим дратує матір. Анна не відчуває потрясіння чи переживань через смерть власної матері та великий спадок її не радує. 
Повсякденні справи та монотонність життя спіткає родину на рішення переїзду до Австралії. Георг повідомляє батькам про те, що вони з дружиною кинули роботи заради зміни місця проживання. Пара для себе знайшла шлях порятунку. Батьки лише сумнівалися про подальшу долю своєї дівчинки. Родина починає трощити все в будинку. Звуки погрому переривались істеричним плачем Еви. Батько змиває купу грошей у туалет. У кінці фільму з'ясовується, що вони не збирались ні в яку Австралію. Вони здійснюють колективне самогубство: спочатку помирає донька, потім мати. Батько ім'я, дату та час смерті записує на стіні.

## У ролях
| Актор        | Персонаж  | Роль                  |
| ------------ | --------- | --------------------- |
| Дітер Бернер | Георг     | чоловік Анни          |
| Біргіт Долль | Анна      | дружина Георга        |
| Лені Танцер  | Ева       | донька Георга та Анни |
| Удо Замель   | Александр | брат Анни             |

## Створення фільму

### Виробництво
Зйомки фільму проходили в Австрії.

### Знімальна група
- Кінорежисер — Міхаель Ганеке
- Сценаристи — Міхаель Ганеке, Йоханна Тайхт
- Кінопродюсер — Фейт Хейдушка
- Кінооператор — Антон Пешке
- Кіномонтаж — Марі Хомолкова
- Композитор — Альбан Берг
- Художник-постановник — Рудольф Четтел
- Артдиректор — Рудольф Четтел
- Художник по костюмах — Анна Георжіадес[1].

## Сприйняття

### Критика
Стрічка отримала позитивні відгуки. На сайті Rotten Tomatoes оцінка фільму становить 71 % на основі 7 відгуків від критиків (середня оцінка 7.2/10) і 86 % від глядачів із середньою оцінкою 4,1/5 (3,376 голоси). Фільму зарахований «помідор» від кінокритиків та «попкорн» від глядачів, Internet Movie Database — 7,8/10 (9 008 голоси).

### Номінації та нагороди
| Нагороди та номінації фільму «Сьомий континент» | Нагороди та номінації фільму «Сьомий континент» | Нагороди та номінації фільму «Сьомий континент» | Нагороди та номінації фільму «Сьомий континент» | Нагороди та номінації фільму «Сьомий континент» | Нагороди та номінації фільму «Сьомий континент» |
| Рік                                             | Кінофестиваль/кінопремія                        | Категорія/нагорода                              | Номінант                                        | Результат                                       |                                                 |
| ----------------------------------------------- | ----------------------------------------------- | ----------------------------------------------- | ----------------------------------------------- | ----------------------------------------------- | ----------------------------------------------- |
| 1989                                            | Гентський міжнародний кінофестиваль             | Приз Жоржа Деларю                               |                                                 | Перемога                                        |                                                 |
| 1989                                            | Міжнародний кінофестиваль у Локарно             | Нагорода Ернста Артарія                         | Міхаель Ганеке                                  | Перемога                                        |                                                 |